# Juan Jover

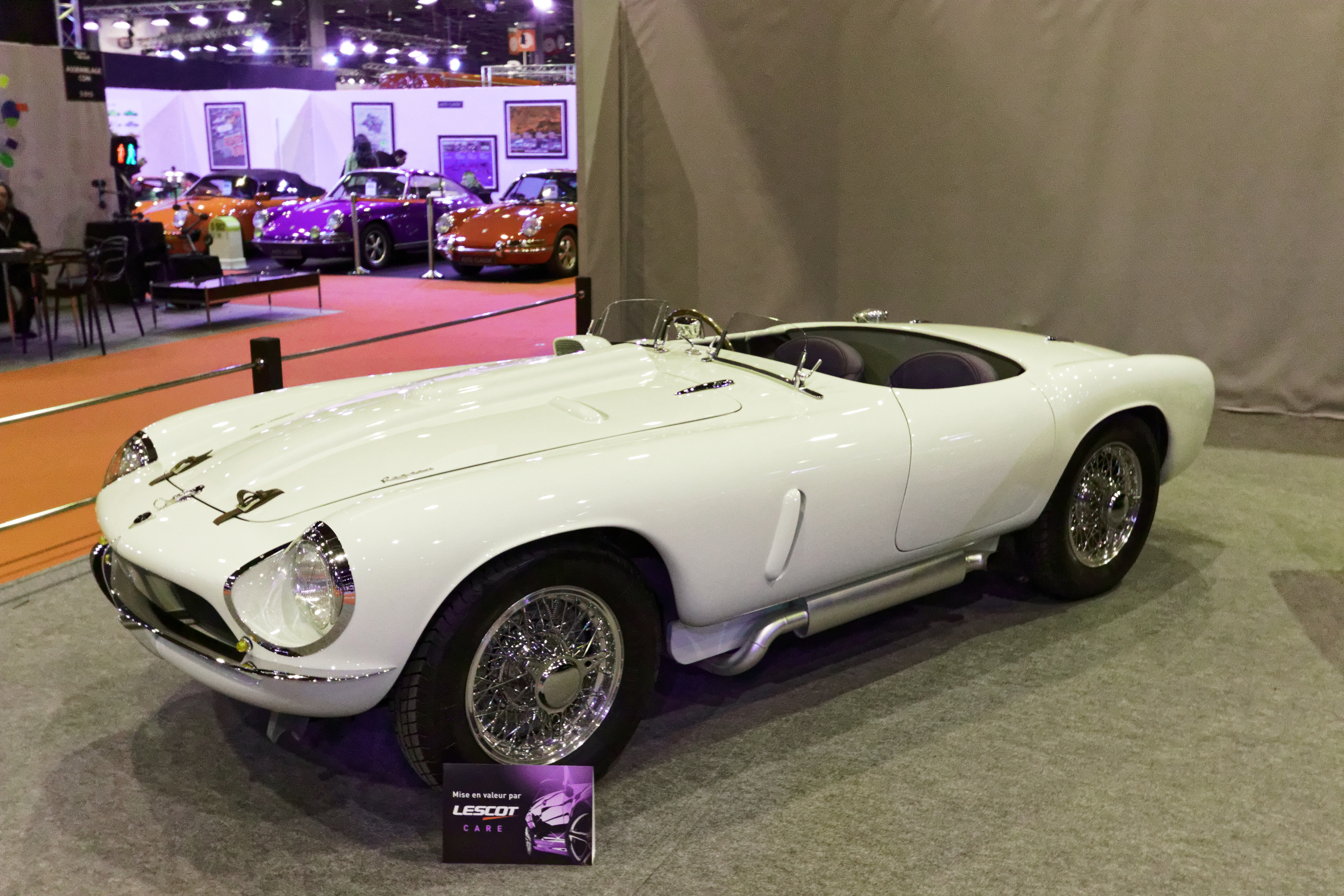
Der Pegaso Z102 Barchetta Touring Le Mans mit dem Juan Jover beim Training zum 24-Stunden-Rennen von Le Mans 1953 verunfallte

Juan José Clemente Jover y Sañes (* 23. November 1903 in Barcelona; † 28. Juni 1960 in Sitges) war ein spanischer Automobilrennfahrer.

## Karriere
Juan Jover gehörte zu jenen Rennfahrern, die sich zwar für einen Weltmeisterschaftslauf der Formel 1 qualifizieren, dennoch nie am Start eines Grand Prix waren. 1951 erreichte er im Training zum Großen Preis von Spanien immerhin den 18. Platz, konnte nach einem Motorschaden aber nicht am Rennen teilnehmen.
Jover war schon Ende der 1940er-Jahre im Motorsport aktiv. Auf einem Maserati der Scuderia Milano war er beim Gran Premio di Bari 1947 und beim Grand Prix d’Albi 1948 am Start (auch seinen einzigen Formel-1-Auftritt hatte er als Teammitglied der Scuderia Milano). In Bari wurde er Sechster und beim Rennen in Albi erreichte der den siebten Gesamtrang.
Seinen größten Erfolg im Motorsport feierte Jover 1949 bei den 24 Stunden von Le Mans. 1949 fand das Langstreckenrennen an der Sarthe nach den Kriegsjahren erstmals wieder statt. Jover erreichte mit Partner Henri Louveau auf einem Delage den zweiten Gesamtrang und den Sieg in der Klasse für Fahrzeuge bis drei Liter Hubraum. Geschlagen wurden sie nur von Luigi Chinetti und Lord Selsdon, die für Ferrari auf dem Ferrari 166MM den ersten großen Sieg im Motorsport feierten.
Jover fuhr bis 1953 Autorennen, in erster Linie Sportwagenrennen für die Scuderia Pegaso. Nach dem 24-Stunden-Rennen von Le Mans 1953 musste er nach schweren Verletzungen, die er sich bei einem Trainingsunfall zugezogen hatte, seine Karriere beenden. Er starb 1960 bei einem Autounfall.

## Statistik

### Le-Mans-Ergebnisse
| Jahr | Team          | Fahrzeug                 | Teamkollege   | Platzierung            | Ausfallgrund |
| ---- | ------------- | ------------------------ | ------------- | ---------------------- | ------------ |
| 1949 | Henri Louveau | Delage Type D 6-3 Litres | Henri Louveau | Rang 2 und Klassensieg |              |